# Maybin Chisanga
Maybin Chisanga (ur. 4 marca 1971) – piłkarz zambijski grający na pozycji pomocnika.

## Kariera klubowa
W swojej karierze piłkarskiej Chisanga grał w klubach Kabwe Warriors i Power Dynamos FC z miasta Kitwe.

## Kariera reprezentacyjna
W reprezentacji Zambii Chisanga zadebiutował w 1998 roku. W 1998 roku był w kadrze Zambii na Puchar Narodów Afryki 1998, jednak nie wystąpił na nim w żadnym meczu. W kadrze narodowej grał do 1999 roku.